# Kevin Brown (rugby à XIII)
Pour les articles homonymes, voir Kevin Brown et Brown.

a Compétitions nationales et continentales officielles uniquement.

b Matchs officiels uniquement.
Kevin Brown, né le 2 octobre 1984 à St Helens (Angleterre), est un joueur de rugby à XIII anglais évoluant au poste de centre, de demi de mêlée, de demi d'ouverture, de troisième ligne ou d'ailier. Il fait ses débuts en Super League avec les Warriors de Wigan lors de la saison 2003, il rejoint en 2006 les Giants d'Huddersfield, en 2007 les Vikings de Widnes et enfin en 2017 les Wolves de Warrington.
Il a également été appelé en sélection d'Angleterre dans le cadre de la Coupe du monde 2017 avec laquelle il est finaliste.

## Palmarès
- Collectif :
  - Finaliste de la Coupe du monde : 2017 (Angleterre).
  - Finaliste de la Super League : 2003 (Wigan) et 2018 (Warrington).
  - Finaliste de la Challenge Cup : 2004 (Wigan), 2009 (Giants d'Huddersfield), 2018 (Warrington) et 2020 (Salford).

- Individuel :
  - Élu dans l'équipe type de la Super League : 2014 (Widnes).

### En sélection

#### Coupe du monde
| Édition        | Rang      | Résultats pays | Résultats Brown | Matchs Brown |
| -------------- | --------- | -------------- | --------------- | ------------ |
| Australie 2017 | Finaliste | 4 v, 0 n, 2 d  | 3 v, 0 n, 1 d   | 4/6          |